# Acraea rüppeli
Acraea rüppeli är en fjärilsart som beskrevs av Saalmüller 1878. Acraea rüppeli ingår i släktet Acraea och familjen praktfjärilar. Inga underarter finns listade i Catalogue of Life.